# Maa
 Ovo je glavno značenje pojma Maa. Za druga značenja pogledajte Maa (nilotski narod).
Maa (Ma), jedno od Mon-Khmer plemena nastanjenih u provincijama Lam Dong i Dong Nai u Vijetnamu. Populacija im iznosi 33,338 (popis 1999.) Maa s plemenom Koho ili K'ho pripadaju široj skupini Sre, ali kao stanovnike planina prozvali su ih uz još niz kulturno srodnih plemena Muong, Hmong i drugima imenom Montagnards, odnosno  'planincima' .  Danas čine jednu od 53 etničkih manjina Vijetnama. 

## Vanjske poveznice
- Montagnard Culture of Vietnam  Arhivirana inačica izvorne stranice od 10. svibnja 2008. (Wayback Machine)
- Maa Language